# Qooqqut
Qooqqut [ˈqɔːqːut] (nach alter Rechtschreibung K'ôrĸut) ist eine wüst gefallene grönländische Siedlung im Distrikt Nuuk in der Kommuneqarfik Sermersooq.

## Lage
Qooqqut liegt am Nordufer eines kleinen gleichnamigen Fjords. An Qooqqut fließt der Fluss Nissik vorbei. Qooqqut liegt 41 km östlich von Nuuk und 36 km südwestlich von Kapisillit.

## Geschichte
Qooqqut wurde 1974 von Lars Rasmussen, einem Enkel von Knud Rasmussen gegründet, als er hier sein Hotel Qooqqut Nuan errichtete. Das Hotel brannte innerhalb von 15 Jahren zweimal komplett aus, bevor Lars Rasmussen es aufgab. Es dient heute als Restaurant. Seit 2015 findet in Qooqqut das Qooqqut Festival statt, ein vom Katuaq betriebenes Kulturfestival.

## Bevölkerungsentwicklung
Qooqqut hatte bis 1983 maximal fünf Bewohner. Anschließend lebte drei Jahre lang niemand im Ort. Anschließend war Qooqqut mit Ausnahme von 1997 wieder von eins bis zwei Personen bewohnt. Seit 2003 ist der Ort wüst gefallen.